# Лукин, Андрей (хоккеист)
Андрей Лукин (эст. Andrei Lukin; 26 декабря 1989, Таллин, Эстонская ССР, СССР) — эстонский хоккеист, левый нападающий. Участник чемпионатов мира в первом и втором дивизионах в составе сборной Эстонии.

## Карьера
Практически всю свою карьеру провел на родине, выступая за ряд ведущих команд страны. Также хоккеист по одному сезону сыграл в латвийской Высшей лиге за «Латгале» и в Финляндии. Входил в юниорские и молодежные национальные команды страны. Вместе со взрослой сборной Эстонии участвовал в двух Чемпионат мира по хоккею с шайбой в первом дивизионе в 2013 и в 2016 годах.
Завершил карьеру в 2019 году.

## Достижения
- Чемпион Эстонии (1) : 2014/15.